# Steve Alaimo Sings & Swings
Steve Alaimo Sings and Swings è un album del cantante pop statunitense Steve Alaimo, pubblicato dalla ABC-Paramount Records nel maggio del 1966.

## Tracce

### LP
(1966, ABC-Paramount Records, ABC-551/ABCS-551)
Lato A
1. Cast Your Fate to the Wind – 2:20 (testo: Carel Werber – musica: Vince Guaraldi)
2. Lady of the House – 2:38 (Boudleaux Bryant, Felice Bryant)
3. Love Is a Many Splendored Thing – 2:56 (testo: Paul Francis Webster – musica: Sammy Fain)
4. Let Her Go (cover della canzone Lettera di un Soldato) – 2:34 (testo: Domenico Modugno; adatt. testo in inglese di Sid Tepper, Roy C. Bennett – musica: Bruno Zambrini)
5. Need You – 2:20 (Buddy Wheeler)
6. Real Live Girl (dal musical Little Me) – 2:22 (testo: Carolyn Leigh – musica: Cy Coleman)

Durata totale: 15:10
Lato B
1. Mais Oui (May We) – 2:40 (Mann Curtis, Pinchi (Giuseppe Perotti), Carlo Donida)
2. Fade Out - Fade In (dal musical omonimo) – 2:01 (testo: Betty Comden, Adolph Green – musica: Jule Styne)
3. Truer Than True – 2:32 (Gus Backus, Udo Westgard, Robert Tubert, Steve Alaimo)
4. Bright Lights, Big City – 2:05 (Jimmy Reed, Mary Reed)
5. Once a Day – 2:54 (Bill Anderson)
6. Love's Gonna Live Here – 2:00 (Buck Owens)

Durata totale: 14:12

## Musicisti
- Steve Alaimo – voce
- Altri musicisti non accreditati

### Produzione
- ARW Productions, Inc. – design copertina album originale
- Joe Lebow – design retrocopertina album originale[3]

## Classifica
Singoli
| Anno | Titolo del brano           | Classifica         | Posizione raggiunta |
| ---- | -------------------------- | ------------------ | ------------------- |
| 1965 | Real Live Girl             | Hot 100            | 77                  |
| 1965 | Cast Your Fate to the Wind | Hot 100            | 88                  |
| 1965 | Cast Your Fate to the Wind | Adult contemporary | 22                  |